# Аврелия Луцила
Аврелия Луцила (на латински: Aurelia Lucilla; * ок. 165, Антиохия) e дъщеря на римския император Луций Вер и Луцила.

## Биография
Тя е внучка по майчина линия на римския император Марк Аврелий и римската императрица Фаустина Младша и племенница на император Комод и Ания Аврелия Галерия Фаустина. По майчина линия тя е правнучка на император Антонин Пий и Фаустина Стара и на Домиция Луцила и Марк Аний Вер (претор). По бащина линия е внучка на император Луций Елий и Авидия Плавция и правнучка на Гай Авидий Нигрин (суфектконсул 110 г.) и Игнота Плавция.
Родена е в Антиохия. Има още една сестра и един брат, които умират малки. Баща ѝ умира на 39 години през 168 г. Майка ѝ става вдовица на 19 години и след една година се омъжва за Тиберий Клавдий Помпеян и има син Клавдий Помпеян (* ок. 170), половин брат на Аврелия.
Аврелия се омъжва за Тиберий Клавдий Помпеян Квинтиан, който е племенник на втория съпруг на майка ѝ. През 181/182 г. съпругът ѝ планува заедно с Луцила и Марк Клавдий Умидий Квадрат заговор против император Комод и са екзекутирани.
Аврелия и Квинтиан имат син Луций Аврелий Комод Помпеян (консул 209 г.).